# Kegon

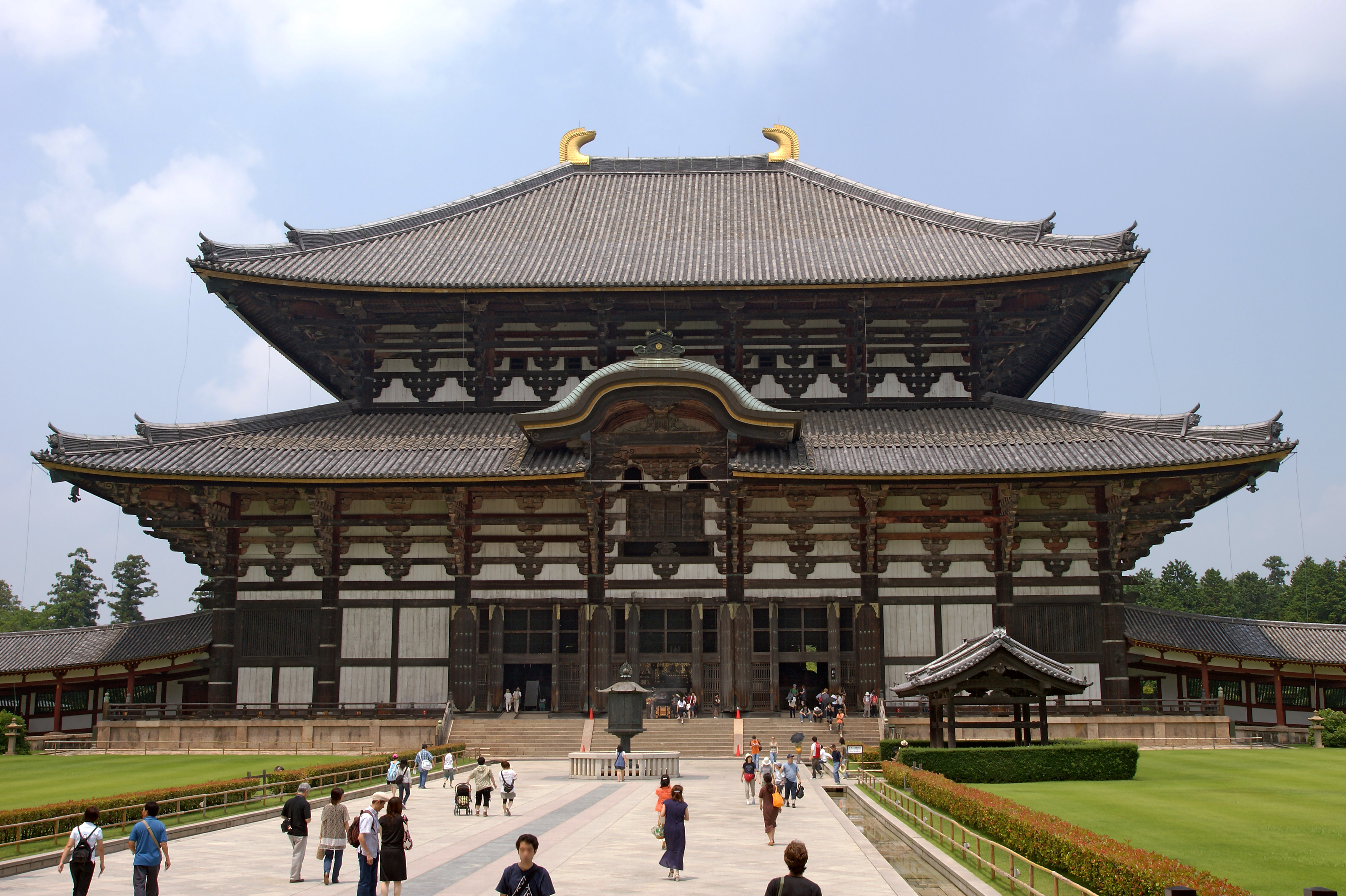
Daibucuden a Tódaidzsi templomban, Nara

A kegon (華厳宗 ()) a kínai buddhizmus hua-jen iskolájának japán átültetése.
A hua-jen tanulmányokat 736-ban alapította egy Róben (良辯 vagy 良弁) nevű buddhista tudós, aki eredetileg a kelet-ázsiai jógácsára hagyomány szerzetese volt, és akit Sinsó (kínai: 審祥, pinjin: Sen-hsziang, japán: Sindzsó, koreai: Szimszang) hívott meg Japánba, hogy tartson előadást az Avatamszaka-szútráról a Kinsószen templomban (金鐘山寺, vagy 金鐘寺, Konsudzsi vagy Kinsódzsi), a Tódaidzsi elődjében. Amikor a Tódaidzsi templom elkészült, Róben hivatalosan is átadta az intézményt a kegon tanulmányok elkezdéséhez. A kegon a Nanto Rikusú (南都六宗) avagy Nanto hat buddhista szektája) egyik iskolájává vált. Róben tanítványa, Dzsitcsu tovább népszerűsítette a kegont, és fontos szertartási elemekkel gazdagította a hagyományt.
A kegon filozófiát később Mjóe (明惠) népszerűsítette, aki a tanokat ötvözte Vadzsrajána és Kjonen (凝然) tanításaival. Őt tekintik a kegon Tódaidzsi hagyományvonal a megteremtőjének. Később a kegonba beszivárogtak ezoterikus szertartások is a singon buddhizmusból, amellyel szoros kapcsolatokat ápolt. A kegon gyakorlata a mai napig fennmaradt, és Japánon kívül is épültek kegon templomok.